# Chiesa di Sant'Andrea di Gattaiola
La chiesa di Sant'Andrea di Gattaiola è una chiesa di Lucca che si trova in località Gattaiola.

## Storia
La chiesa fu costruita nell'VIII secolo come una piccola cappella dedicata a S. Andrea. Durante il XII secolo fu ricostruita a pianta basilicale su tre navate inglobando la precedente struttura che divenne la navata di sinistra e furono costruiti una nuova abside e il campanile. 
Tracce di questa trasformazione risultano ancora visibili: è distinguibile quello che era il vecchio edificio nella navata sinistra e nel   portale centrale è reimpiegato un capitello di stipite che presenta una decorazione a caratteri altomedievali.
La chiesa subì poi una modifica del suo assetto interno nel XVII secolo e assunse quello attuale a seguito del restauro del 1901 come si legge in una pietra posta sulla facciata. 

## Descrizione
La chiesa, costruita in calcare bianco e conci squadrati, ha pianta basilicale su tre navate separate da colonnati con capitelli corinzi assai stilizzati. 
La torre campanaria si trova appoggiata alla facciata, rivolta a sud ovest, davanti alla navata sinistra. Al suo interno è collocato un doppio di due campane di bronzo in Fa3, di cui la più piccola fusa da Luigi e Raffaello Magni di San Quirico di Valleriana (PT) nel 1878, mentre la grossa è stata rifusa da Luigi Magni di Lucca nel 1946. L'abside sul retro è esternamente decorata da archetti pensili e a fianco di questa (angolo nord-est della chiesa) si trova la piccola canonica di forma quadrangolare. 
All'interno della basilica si trovano:
- L'Adorazione del Santissimo Sacramento di Pietro Paolini (XVII secolo)
- La cantoria del XVIII secolo
- La tomba terragna raffigurante un antico sacerdote della Chiesa (XIV secolo)
- Il Crocifisso fiammingo che sormonta l'altare
- Il tabernacolo civitalesco (XV secolo)
- L'affresco cinquecentesco dell'Annunciazione (all'interno dell'abside)

Sono conservati invece nella canonica un pannello ligneo delle transenne di S. Martino, una croce astile, e un calice di peltro, del XV secolo.